# چناقرود
جَناقَرد روستایی است که در استان اردبیل، شهرستان اردبیل، بخش مرکزی، دهستان سردابه قرار دارد.روستا دارای طایفه های زیادی است مهم ترین انها عبارتند از طایفه تاراوغلی،نازار طایفه عزیلّی طایفه دوست احمد و... از لحاظ اموزشی روستای جناقرد از اول ابتدایی تا دوازدهم دبیرستان برای دختران و پسران مدرسه دارد این روستا پهلوان نامداری به نام بایرامعلی ذبیحی جناقرد به خود دیده که ایشان قهرمان و پهلوان بزرگ کشتی در زمان خودشان بوده است  این روستا تنها یک ورودی و خروجی دارد که در بسیاری از مناسبات ها باعث ایجاد ترافیک و مشکلات عدیده ای میشود
بن بست چاناق بولاغ
افراد مشهور
طوایف روستا
مشکلات روستا
درآمد روستا
مدارس روستا
شهدای روستا

## مردم
جمعیت این روستا براساس سرشماری سراسری سال ۱۳۹۵ ایران، برابر با ۸٬۶۳۲ نفر است
بیشتر ساکنان این روستا مشغول به کشاورزی‌ و دامداری می باشند.